# Sibirien (Film)
Sibirien (Originaltitel: Siberia) ist ein US-amerikanisches Stummfilmdrama aus dem Jahr 1926 von Victor Schertzinger mit Alma Rubens und Edmund Lowe in den Hauptrollen. Das Drehbuch basiert auf dem Bühnenstück Siberia von Bartley Campbell.

## Handlung
Leonid Petroff, ein Offizier der Kaiserlich Russischen Armee, ist in Sonia Vronsky verliebt, eine Lehrerin, die den Revolutionären nahe steht. Während einer Welle der Grausamkeit und Unterdrückung wird sie mit ihrem Bruder Alexis nach Sibirien verbannt. Dorthin wird Petroff in Erfüllung seiner offiziellen Pflichten geschickt und lässt heimlich ihre Romanze wieder aufleben. 
Als die Bolschewiki die Regierung stürzen, wird Sonia freigelassen und hilft Petroff bei der Flucht, der sich die Feindschaft von Egor Kaplan, dem Revolutionsführer, zuzieht, weil er ein Royalist ist. Gemeinsam fliehen sie in einem Schlitten durch die gefrorene Wüste, verfolgt von Wölfen und Egor, der Patriotismus als Deckmantel benutzt hat, um persönliche Ambitionen zu verbergen.

## Hintergrund
Die Premiere des Films fand am 24. Mai 1926 in New York statt.
Da keine Kopien der sieben Filmrollen existieren, gilt der Film als verschollen.